# Okroug urbain de Nakhodka
L'okroug urbain de Nakhodka (en russe : Нахо́дкинский городско́й о́круг, Nakhodkinski gorodskoï okroug) est une subdivision administrative (ville d'importance régionale) et une municipalité (okroug urbain) du kraï du Primorié en Russie. Situé en Extrême-Orient russe, il se situe dans le sud du Primorié, et il baigné par la mer du Japon. Son centre administratif est la ville de Nakhodka, et il compte en tout 4 localités. Sa population s'élevait à 137 136 habitants en 2023.

## Démographie
Recensements (*) ou estimations de la population,:
| 1950   | 1959*  | 1970*   | 1979*   | 1989*   | 2002*   |
| ------ | ------ | ------- | ------- | ------- | ------- |
| 35 000 | 71 422 | 113 122 | 152 532 | 186 868 | 178 813 |

| 2010*   | 2021*   | 2022    | 2023    | - | - |
| ------- | ------- | ------- | ------- | - | - |
| 160 760 | 141 035 | 140 477 | 137 136 | - | - |

## Localités
L'okroug urbain de Nakhodka comptait au 29 juin 2023 4 localités, dont une ville.
| Liste des localités | Liste des localités | Liste des localités | Liste des localités         | Liste des localités         |
| N°                  | Localité            | Statut              | Population Recensement 2010 | Population Recensement 2021 |
| ------------------- | ------------------- | ------------------- | --------------------------- | --------------------------- |
| 1                   | Anna                | village             | 392                         |                             |
| 2                   | Bérégovoïe          | possoliok           | 86                          |                             |
| 3                   | Douchkino           | village             | 563                         |                             |
| 4                   | Nakhodka            | ville               | 159 719                     | 139 931                     |